# Bivolt
Bárbara Bivolt (São Paulo, 27 de novembro de 1994) é uma cantora, compositora e modelo brasileira de R&B. e teve contato com a cultura hip-hop desde os 15 anos, quando começou a participar de batalhas de rima em São Paulo. Seus singles de sucesso "Pão Com Ovo" e "Olha Pra Mim" fizeram dela um nome conhecido no Brasil.

## Biografia e carreira
Estilo, rimas, alto astral e muita garra formam a persona Bivolt. Há mais de 10 anos se faz presente com respeito no cenário da música urbana expressando suas vivências através da arte e trazendo o poder feminino para discussão em suas letras. Começou a quebrar barreiras ao ser a primeira rapper mulher a se apresentar na edição de 2017 do Rock in Rio, descoberta por um olheiro quando cantava na rua.
Em 2019 assinou com a sua primeira gravadora, Som Livre, e lançou o single "Vista Loka", com clipe gravado na comunidade do Boqueirão, em São Paulo, onde a rapper nasceu e foi criada. Em 2020 lançou o primeiro álbum da carreira, intitulado "Bivolt", com direção musical do Nave. As 14 faixas autorais apresentaram ao público a dupla voltagem da artista, do lado mais pop, com estilo lovesong e um toque de R&B, ao mood vindo das batalhas de rap, com linguagem de rua, rimas mais intensas e muita dança. As composições são baseadas em suas vivências e trazem uma bagagem de reflexões sócio-políticas e relações amorosas. Entre as participações especiais estão Xenia França, Tasha & Tracie, Dada Yute, Jé Santiago e Lucas Boombeat.
Em 2020, foi indicada ao Grammy Latino na categoria internacional "Melhor Vídeo Musical Versão Curta” pelo clipe de "Cubana", faixa que integra o álbum "Bivolt". Além da indicação à maior premiação da música latina, a rapper recebeu diversos outros reconhecimentos por seu trabalho no mesmo ano. Após vencer em duas categorias no prêmio RAP SH!T (MC do Ano e Álbum Ano), Bivolt conquistou também as categorias Melhor Clipe e MC do Ano (feminino) na premiação do RAPTV, um dos maiores portais do segmento de música urbana.
Em 2021, após lançar os singles “Pimenta”, ao lado de Gloria Groove, e “Eu & Tu!”, com participação de Emicida, Bivolt apresenta o segundo álbum de sua carreira, “Nitro”, totalizando oito faixas, sendo seis inéditas - entre elas a música de trabalho “Raspa Placa”, em parceria com a artista pernambucana Duda Beat. No mesmo ano, a artista teve sua foto estampada na Times Square, em Nova York, em uma ação do Spotify, e o anúncio de sua primeira música a integrar uma trilha sonora da novela "Um Lugar Ao Sol", estreando no horário nobre da maior emissora de TV brasileira.
Em 2022, Bivolt abriu o ano se apresentando pela primeira vez em solo internacional, com três shows no South By Southwest (SXSW), um dos maiores eventos de música e inovação do mundo no Texas, Estados Unidos. Em seguida, a cantora fez sua estreia no Lollapalooza ao ser convidada por Emicida e Planet Hemp para o show de tributo a Taylor Hawkins, dividindo o palco com outros nomes como Racionais MCs, Djonga, Criolo, Rael e Drik Barbosa.
Em 03/03/2023, Bivolt apresentou ao público o single “Tira Uma Foto” em parceria com o renomado produtor musical Nave Beatz. A faixa chega como aquecimento para o novo projeto da artista, com previsão de lançamento para este ano.

## Discografia

### Álbuns de estúdio
- Bivolt (2020)
- Nitro (2021)